# Sidi Abd el Kader
Sidi Abd el Kader (en árabe: زاوية سيدي عبد القادر‎, en francés: Zouaiat Sidi Abdelkader) es un municipio marroquí en la región de Tánger-Tetuán-Alhucemas. Desde 1912 hasta 1956 perteneció a la zona norte del Protectorado español de Marruecos.